# Liste der Kulturdenkmäler in Ronneburg (Hessen)
Die folgende Liste enthält die in der Denkmaltopographie ausgewiesenen Kulturdenkmäler auf dem Gebiet  der Gemeinde Ronneburg, Main-Kinzig-Kreis, Hessen.
Hinweis: Die Reihenfolge der Denkmäler in dieser Liste orientiert sich zunächst an Ortsteilen und anschließend der Anschrift, alternativ ist sie auch nach der Bezeichnung, der vom Landesamt für Denkmalpflege vergebenen Nummer oder der Bauzeit sortierbar.
Kulturdenkmäler werden fortlaufend im Denkmalverzeichnis des Landes Hessen durch das Landesamt für Denkmalpflege Hessen auf Basis des Hessischen Denkmalschutzgesetzes (HDSchG) geführt. Die Schutzwürdigkeit eines Kulturdenkmals hängt nicht von der Eintragung in das Denkmalverzeichnis des Landes Hessen oder der Veröffentlichung in der Denkmaltopographie ab.

Das Denkmalverzeichnis für diesen Bereich liegt noch nicht vor. Die bisher bekannten Bau- und Kunstdenkmäler hat das Landesamt für Denkmalpflege Hessen in sogenannten Arbeitslisten erfasst. Den Arbeitslisten liegen Erkenntnisse aus Akten, Ortsbegehungen und Denkmalinventaren, jedoch keine neuere systematische Forschung, zugrunde. Die Benehmensherstellung mit der Gemeinde gemäß § 11 Abs. 1 HDSchG ist noch nicht erfolgt.
Das Vorhandensein oder Fehlen eines Objekts in dieser Liste ist keine rechtsverbindliche Auskunft darüber, ob es Kulturdenkmal ist oder nicht: Diese Liste entspricht möglicherweise nicht dem aktuellen Stand der offiziellen Denkmaltopographie. Diese ist für Hessen in den entsprechenden Bänden der Denkmaltopographie Bundesrepublik Deutschland und im Internet unter DenkXweb – Kulturdenkmäler in Hessen einsehbar. Auch diese Quellen sind, obwohl sie durch das Landesamt für Denkmalpflege Hessen aktualisiert werden, nicht immer aktuell, da es im Denkmalbestand immer wieder Änderungen gibt.
Eine verbindliche Auskunft erteilt allein das Landesamt für Denkmalpflege Hessen.
Nutze diese Kartenansicht, um Koordinaten in der Liste zu setzen. In dieser Kartenansicht sind Kulturdenkmale ohne Koordinaten mit einem roten bzw. orangen Marker dargestellt und können in der Karte gesetzt werden. Kulturdenkmale ohne Bild sind mit einem blauen bzw. roten Marker gekennzeichnet, Kulturdenkmale mit Bild mit einem grünen bzw. orangen Marker.

## Kulturdenkmäler nach Ortsteilen

### Altwiedermus
| Bild                                    | Bezeichnung                   | Lage | Beschreibung | Bauzeit         | Objekt-Nr. |
| --------------------------------------- | ----------------------------- | --- | --- | --------------- | ---------- |
| Bild gesucht BW                         | Gesamtanlage Diebacher Straße | Lage | |                 | 121756 DDB |
| weitere Bilder                          | Jüdischer Friedhof            | Am Judenkirchhof (ohne Nummer) LageFlur: 14, Flurstück: 70                                                                                          | Der Friedhof wurde hauptsächlich von den jüdischen Bewohnern der Ronneburg genutzt, während für Altwiedermus der Jüdische Friedhof in Eckartshausen zuständig war. Der älteste Grabstein stammt aus dem Jahr 1774. Kulturdenkmal aus geschichtlichen, künstlerischen, städtebaulichen und wissenschaftlichen Gründen. | 16. Jahrhundert | 121757 DDB |
|                                         |                               | Beundehöfer Straße 1/3 LageFlur: 5, Flurstück: 147, 148                                                                                             | |                 | 122232     |
|                                         |                               | Beundehöfer Straße 7, Beundehöfer Straße LageFlur: 5, Flurstück: 139/3, 144                                                                         | |                 | 121758 DDB |
|                                         |                               | Beundehöfer Straße 9 LageFlur: 5, Flurstück: 139/2                                                                                                  | |                 | 122233 DDB |
|                                         |                               | Diebacher Straße 2 LageFlur: 5, Flurstück: 149 | |                 | 121759 DDB |
|                                         |                               | Diebacher Straße 4 LageFlur: 5, Flurstück: 150 | |                 | 121760 DDB |
| Bild gesucht BW                         |                               | Diebacher Straße 8 LageFlur: 5, Flurstück: 151 | |                 | 121761 DDB |
|                                         |                               | Diebacher Straße 13 LageFlur: 5, Flurstück: 183 | |                 | 122234 DDB |
|                                         |                               | Diebacher Straße 19 LageFlur: 5, Flurstück: 180 | |                 | 121762 DDB |
|                                         |                               | Diebacher Straße 21 LageFlur: 5, Flurstück: 179/1                                                                                                   | |                 | 121763 DDB |
|                                         |                               | Diebacher Straße 23 LageFlur: 5, Flurstück: 178 | |                 | 121764 DDB |
|                                         |                               | Diebacher Straße 30 LageFlur: 5, Flurstück: 91/2 | |                 | 122235 DDB |
|                                         |                               | Diebacher Straße 35 LageFlur: 5, Flurstück: 173 | |                 | 122236 DDB |
|                                         |                               | Diebacher Straße 38 LageFlur: 5, Flurstück: 85/2 | |                 | 122237 DDB |
| Bild gesucht BW                         |                               | Diebacher Straße 40, Friedhofsweg 2 LageFlur: 5, Flurstück: 84/4, 84/5                                                                              | |                 | 121766 DDB |
|                                         |                               | Diebacher Straße 41, Diebacher Straße LageFlur: 5, Flurstück: 169, 170                                                                              | |                 | 122239 DDB |
| Bild gesucht BW                         | Ehemalige Synagoge            | Diebacher Straße 45 LageFlur: 5, Flurstück: 168 | |                 | 121765 DDB |
|                                         |                               | Diebacher Straße 49 LageFlur: 5, Flurstück: 165 | |                 | 122261 DDB |
| Direkt Bild zu diesem Denkmal hochladen | Grenzsteine Hohe Straße       | Florstadt u. Kobach, Radacker Flur: 11, Flurstück: 1, 3                                                                                             | |                 | 122356 DDB |
| Bild gesucht BW                         |                               | Lehnwiesen 5 LageFlur: 8, Flurstück: 22 | |                 | 122267 DDB |
| Bild gesucht BW                         |                               | Lustgarten LageFlur: 15, Flurstück: 21 | Friedhof an der Ronneburg |                 | 122231 DDB |
| weitere Bilder                          | Ronneburg                     | Lustgarten, Ronneburg LageFlur: 15, Flurstück: 19, 20                                                                                               | |                 | 121768 DDB |
| Ronneburger Hof                         | Ronneburger Hof               | Ronneburger Hof 1, 1a–1e, 3–6, 8, 10, 12, 14 LageFlur: 15, Flurstück: 10/1, 10/2, 11–15, 16/2, 16/4, 17/2, 17/4, 17/6–8, 6/1, 6/3–5, 7/1, 7/2, 8, 9 | |                 | 121769 DDB |
| Bild gesucht BW                         |                               | Ronneburgstraße 3 LageFlur: 8, Flurstück: 19/2 | |                 | 122240 DDB |
|                                         |                               | Ronneburgstraße 7 LageFlur: 8, Flurstück: 20 | |                 | 121770 DDB |
|                                         |                               | Ronneburgstraße 8 LageFlur: 5, Flurstück: 217 | |                 | 122241 DDB |
| Gemeindegehöft                          | Gemeindegehöft                | Ronneburgstraße 15 LageFlur: 8, Flurstück: 84 | |                 | 121771 DDB |

### Hüttengesäß
| Bild                                            | Bezeichnung                                     | Lage                                                                      | Beschreibung                                             | Bauzeit | Objekt-Nr. |
| ----------------------------------------------- | ----------------------------------------------- | ------------------------------------------------------------------------- | -------------------------------------------------------- | ------- | ---------- |
| Bild gesucht BW                                 | Gesamtanlage Langstraße                         | Lage                                                                      |                                                          |         | 121772 DDB |
|                                                 |                                                 | Altwiedermuser Straße 1 LageFlur: 1, Flurstück: 35                        |                                                          |         | 122248 DDB |
| Bild gesucht BW                                 | Pfarrbrunnen                                    | Am Schmiedeberg 1 LageFlur: 1, Flurstück: 91                              |                                                          |         | 121774 DDB |
| Ehem. Pfarrhaus                                 | Ehem. Pfarrhaus                                 | Am Schmiedeberg 4 LageFlur: 1, Flurstück: 87                              |                                                          |         | 121773 DDB |
|                                                 |                                                 | Feldstraße 8 LageFlur: 1, Flurstück: 146                                  |                                                          |         | 122249 DDB |
| Direkt Bild zu diesem Denkmal hochladen         | Grenzsteine Hüttengesäßer Tannen                | Hüttengesäßer Tannen Flur: 20, 21, Flurstück: 43, 21                      |                                                          |         | 122357 DDB |
| weitere Bilder                                  | Evangelische Kirche mit Kirchhof                | In den Kirchgärten 1, In den Kirchgärten LageFlur: 1, Flurstück: 74/2, 76 |                                                          |         | 122246 DDB |
|                                                 |                                                 | Kirchstraße 3/5 LageFlur: 4, Flurstück: 123                               |                                                          |         | 122251     |
|                                                 |                                                 | Kirchstraße 4 LageFlur: 4, Flurstück: 98                                  | *** Einstufung als KD fragwürdig; Abschreibung seit 2008 |         | 122331 DDB |
|                                                 |                                                 | Kirchstraße 10 LageFlur: 4, Flurstück: 95                                 |                                                          |         | 121775 DDB |
|                                                 |                                                 | Kirchstraße 16 LageFlur: 4, Flurstück: 91/4                               |                                                          |         | 121776 DDB |
|                                                 |                                                 | Kirchstraße 20 LageFlur: 4, Flurstück: 89                                 |                                                          |         | 121777 DDB |
| Bild gesucht BW                                 |                                                 | Kirchstraße 25 LageFlur: 4, Flurstück: 76                                 |                                                          |         | 121778 DDB |
|                                                 |                                                 | Kirchstraße 29 LageFlur: 4, Flurstück: 74                                 |                                                          |         | 121779 DDB |
|                                                 |                                                 | Langstraße 1 LageFlur: 4, Flurstück: 197/1                                |                                                          |         | 122253 DDB |
| Sachteil Historische Gastwirtschaft „Zur Krone“ | Sachteil Historische Gastwirtschaft „Zur Krone“ | Langstraße 7 LageFlur: 4, Flurstück: 134                                  |                                                          |         | 122254 DDB |
|                                                 |                                                 | Langstraße 13 LageFlur: 4, Flurstück: 138/1                               |                                                          |         | 122255 DDB |
|                                                 |                                                 | Langstraße 17 LageFlur: 4, Flurstück: 140                                 |                                                          |         | 122256 DDB |
|                                                 |                                                 | Langstraße 18 LageFlur: 4, Flurstück: 131                                 |                                                          |         | 121784 DDB |
| Bild gesucht BW                                 |                                                 | Langstraße 23 LageFlur: 4, Flurstück: 142                                 |                                                          |         | 122257 DDB |
|                                                 |                                                 | Langstraße 24 LageFlur: 4, Flurstück: 128                                 |                                                          |         | 122258 DDB |
|                                                 |                                                 | Langstraße 25 LageFlur: 4, Flurstück: 143/1                               |                                                          |         | 121780 DDB |
|                                                 |                                                 | Langstraße 26 LageFlur: 4, Flurstück: 127/5                               |                                                          |         | 122259 DDB |
|                                                 |                                                 | Langstraße 27 LageFlur: 4, Flurstück: 54                                  |                                                          |         | 121781 DDB |
|                                                 |                                                 | Langstraße 39 LageFlur: 4, Flurstück: 65                                  |                                                          |         | 121782 DDB |
|                                                 |                                                 | Langstraße 46 LageFlur: 1, Flurstück: 95                                  |                                                          |         | 121783 DDB |
|                                                 |                                                 | Ringstraße 6/8 LageFlur: 1, Flurstück: 119/1, 120                         |                                                          |         | 122260     |
|                                                 |                                                 | Schulstraße 10 LageFlur: 1, Flurstück: 132                                |                                                          |         | 121785 DDB |

### Neuwiedermuß
| Bild                                    | Bezeichnung               | Lage | Beschreibung | Bauzeit | Objekt-Nr. |
| --------------------------------------- | ------------------------- | --- | ------------ | ------- | ---------- |
| Ehem. Schule                            | Ehem. Schule              | Am Eisick 4 LageFlur: 6, Flurstück: 67/2                                                                             |              |         | 122243 DDB |
| Direkt Bild zu diesem Denkmal hochladen | Grenzlinie Preußen/Hessen | Auf dem Weißen Berg 1, Trutschbach, Fünfzig Morgen Flur: 6, 16, 17, 18, Flurstück: 10, 11, 12, 15, 17, 18, 20, 3, 70 |              |         | 122358 DDB |
| Alte Schule                             | Alte Schule               | Bergstraße 1 LageFlur: 7, Flurstück: 51/1                                                                            |              |         | 122268 DDB |
|                                         |                           | Hanauer Straße 10 LageFlur: 7, Flurstück: 15                                                                         |              |         | 122238 DDB |
|                                         |                           | Hanauer Straße 16 LageFlur: 6, Flurstück: 8/1, 8/2                                                                   |              |         | 121767 DDB |
|                                         |                           | Hanauer Straße 17 LageFlur: 6, Flurstück: 62                                                                         |              |         | 122244 DDB |
|                                         |                           | Hanauer Straße 19 LageFlur: 6, Flurstück: 61                                                                         |              |         | 122245 DDB |